# Barrington, New Jersey
Barrington är en ort i Camden County i delstaten New Jersey, USA.